# Code Henry
Der Code Henry (auch: Code Henri) regelte das Recht in dem Nord-Haiti genannten Königreich von Henri Christophe. Das Werk wurde im Jahr 1812 veröffentlicht und verlor seine Wirksamkeit mit der Vereinigung des Königreichs mit der Mulatten-Republik im südlichen Landesteil im Jahr 1820.
Die in französischer Sprache abgefasste Gesetzessammlung benutzt die englische Form des Namens von König Henri, während eine spätere, in englischer Sprache erschienene Veröffentlichung offizieller Dokumente den französischen Namen Henri nutzt.

## Hintergrund
In den Jahren 1807 bis 1820 war Haiti in das Königreich der Haitianer afrikanischen Ursprungs unter Henri Christophe (1767–1820) im Norden und die Republik der Kreolen im Süden unter Alexandre Pétion und Jean-Pierre Boyer gespalten.
König Henri, der weder lesen noch schreiben konnte, regierte nach höfischer Art, deren Stil sich an den der französischen Regenten anlehnte. Zu seinen Beratern gehörten sowohl Briten als auch Amerikaner.

## Inhalt
Die Gesetzessammlung wird von dem Text, mit dem der Kronrat (Conseil privé) sie dem König am 30. Januar 1812 vorlegte, eingeleitet.
Es folgen:
- Bürgerliches Gesetz (Loi civile),
- Handelsgesetz (Loi de commerce),
- Prisengesetz (Loi sur les prises),
- Gesetz zum Zivilprozessrecht (Loi sur la procédure civile),
- Straf-, Strafvollzugs- und Polizeigesetz (Loi criminelle, correctionnelle et de police) mit einer besonderen Königliche Verordnung,
- Gesetz über das Strafverfahren, die Kriminalpolizei und die einfache Polizeiarbeit (Loi sur la procédure criminelle, police correctionnelle, et la simple police),
- Gesetz über Kultur (Loi concernant la culture),
- Militärgesetz (Loi militaire) und
- Militärstrafgesetz (Loi pénale militaire).

Am Ende der Sammlung findet sich das Edikt des Königs über die Zusammenführung der Zivil-, Straf- und Militärgesetze zu einem einzigen Gesetzeswerk unter dem Titel Code Henry, der alle vorherigen Gesetze, Verordnungen und andere Rechtsnormen aufhebt.
Im Auftrag des Königs zeichnete der Graf von Limonade (Comte de Limonade), Staatssekretär und Minister des Auswärtigen, das vorgenannte Edikt.

## Ausgaben
Neben der Originalausgabe des Jahres 1812 sind Nachdrucke der Gesetzessammlung erschienen:
- Henri Christophe: Code Henry. Kessinger’s Rare Reprints. Kessinger Publishing, 2010, ISBN 978-1-161-73772-1 (englisch).
- Henri Christophe: Code Henry. Classic Reprint. Forgotten Books, 2018, ISBN 978-0-282-21295-7 (englisch).